# Râul Argintărie
Râul Argintărie este un curs de apă, afluent al râului Ciunget.

## Hărți
- Harta munții Nemira  Arhivat în 14 aprilie 2010, la Wayback Machine.
- Ovidiu Gabor - Economic Mechanism in Water Management ]